# Юдин, Ян Андреевич
Ян Андреевич Юдин, также Янис Юдиньш (латыш. Jānis Judiņš, 17 января 1884, Лиезерская волость, Венденский уезд, Лифляндская губерния, Российская империя — 12 августа 1918, Красная Горка, Красногорский сельсовет, Ильинская волость, Казанский уезд, Казанская губерния, РСФСР) — участник гражданской войны в Казанской губернии.

## Биография
В 1904 г. окончил семинарию и стал учителем. Во время преподавания установил связи с социал-демократами и начал им помогать. В 1914 г. призван в армию и во время Первой мировой войны награждён Георгиевским крестом и произведён в унтер-офицеры. Однако даже там не прекращал революционной работы.
После Октябрьской революции руководит латышскими стрелками. На станции Красная Горка, комбригу Юдину были подчинены войска созданной 9 августа 1918 года, из частей действовавших по левому берегу Волги, Левобережной группы войск Казанской группы Восточного фронта, для организации контрнаступления против Народной армии, занявшей Казань. Он разработал план Казанской операции, но 12 августа был смертельно ранен разорвавшимся снарядом.
Юдин был торжественно похоронен в Свияжске, там, где находился в это время штаб Восточного фронта.

## Интересные факты
По одной из версий, торжественные похороны Яна Юдина в августе 1918 г. в Свияжске позже привели к распространению мифа о том, что большевиками в этом городе был установлен «памятник Иуде», как «одному из первых борцов с религией». Возникновению вероятного мифа поспособствовал датский писатель Келлер, который в августе 1918 г. путешествовал по Поволжью. Не знавший русского языка, Келлер мог принять установку надгробного памятника большевику Юдину за установку памятника Иуде.

## Память
- Впервые в РСФСР в честь погибшего большевика, в 1918 году переименованы железнодорожная станция и часть посёлка Красная Горка[5] — ныне в Кировском районе Казани.
- В Казани в честь Юдина названа улица[6].
- В городе Набережные Челны есть улица Яна Юдина.